# Hebella indica
Hebella indica är en nässeldjursart som beskrevs av Eberhard Stechow 1922. Hebella indica ingår i släktet Hebella och familjen Hebellidae. Inga underarter finns listade i Catalogue of Life.